# 임기봉
임기봉(林基奉, 1903년 ~ 1982년 9월 26일, 전라남도 해남군)은 대한민국의 정치인이다. 제2대 국회의원을 지냈다.
평양신학교와 일본 도시샤 대학을 졸업하고 종교계에서 15년간 종사하였다. 제2대 국회의원과 대한노동총목포해상연맹위원장 대한노총중앙본부 부위원장을 역임하였다.

## 역대 선거 결과
|  | 34.98% |

|  | 7.27% |

|  | 13.43% |

## 참고 자료
- 임기봉 - 대한민국헌정회